# Смолл, Крис
Крис Смолл (англ. Chris Small) (полное имя Кристофер Смолл, англ. Christopher Small) — шотландский профессиональный игрок в снукер, победитель двух рейтинговых турниров.

## Биография
Крис Смолл родился 26 сентября 1973 года в Лейте, Шотландия.
После окончания сезона 2004/2005 из-за серьёзного заболевания, затронувшего позвоночник, Крис Смолл объявил о завершении карьеры. В январе 2007 подавал прошение на финансовую помощь снукерного трастового фонда, находящегося в ведении WPBSA, но получил отказ на том основании, что отказался оплачивать медицинское свидетельство (£ 250). Это решение ассоциации критиковалось многими снукеристами.
Семья Смолла: жена Клэр и их четверо детей.

## Карьера
В 1992 году победил на турнире Benson & Hedges Championship, в то время считавшегося низкорейтинговым, Алана Макмануса, 9:1.
В 2002 году снова победил Алана Макмануса, 9:5, в финале уже рейтингового турнира — LG Cup.

## Достижения

### Рейтинговый турнир
LG Cup — 2002.

### Низкорейтинговый турнир
Benson & Hedges Championship — 1992.